# Lushan
Nacionalni geopark Lushan ili planina Lu (kineski: 庐山廬山, Lúshān), gan: Lu-san), u prošlosti poznata i kao Kuanglu (匡庐), je planina koja se smjestila u sjevernom dijelu provincije Jiangxi (江西) u jugoistočnoj Kini. Jedna je od deset najpoznatijih planina u Zemlji. Ovalna je oblika, duljine oko 25 km i širine 10 km; sjeverno od nje se nalaze grad Jiujiang (九江市) i rijeka Yangtze (长江), na jugu grad Nanchang (南昌) te jezero Poyang (鄱阳湖) na istoku. Najviši vrh je Dahanyang (大汉阳峰) s 1.474 m nadmorske visine, a planina ima preko stotinjak vrhova koji su obično prekriveni oblacima 200 dana u godini. Manji vrhovi planinskog lanca su dostupni posjetiteljima. Zahvaljujući svojom impresivnom izgledu, postala je nacionalni park, od 1996. godine je i na popisu UNESCO-ove Svjetske baštine, a od 2004. godine je postala UNESCO-ovim geoparkom. Popularnim je turističkim odredištem.

## Znamenitosti
U Lushanu se nalaze brojne znamenitosti kao što su: 
- Budistički hram Donglin ("Hram istočnog drveta", osnovan 386.) gdje je Hui-yuan 402. godine osnovao Amidizam,
- Špilje (仙人洞),
- Meilu dom (美庐别墅),
- Pet vrhova staraca (五老峰),
- Akademija špilje Bijelog jelena (白鹿洞书院) kojoj je ime dao učenjak i pjesnik Li Bo (李渤) koji je ovdje odgojio bijelog jelena i osnovao jednu od najstarijih obrazovnih institucija u Kini,
- Izvori tri pločice (三叠泉),
- Luling jezero (芦林湖) se nalazi između rijeke Yangtze i jezera Poyang, a na njegovoj sjevernoj obali se nalazi Muzej Lushan u kojemu je izložena lončarija i brončani predmeti iz brojnih povijesnih razdoblja kineske povijesti, te kaligrafija iz razdoblja dinastije Tang, i slike iz razdoblja dinastija Ming i Qing.
- Lushan termalni izvori (庐山温泉),
- Botanički vrtovi (植物园) u kojima se nalaze deseci tisuća biljnih vrsta,
- Hram bambusa (竹山寺),
- Guanyin most (观音桥),
- Put cvijeća, koji je inspirirao pjesnika Bai Juyia za vrijeme dinastije Tang, se nalazi zapadno od Lushana,
- Vrt cvjetova breskve (桃花源), i dr.

- Mali slap u Lushanu
- Nebeska špilja
- Grad Guling između vrhova Lushana
- Zgrada Meliu, bivša rezidencija Čang Kaj Šeka
- Hram Donglin
- Dvorana hrama Donglin
- Stara kapela
- Jezero Lulin i Guanyin most
- Akademija špilje Bijelog jelena
- Dvorana Akademije špilje Bijelog jelena

## Vanjske poveznice
- http://whc.unesco.org/en/list/778
- http://baike.baidu.com/view/4157.htm